# دانیل سانگوما
دانیل سانگوما (فرانسوی: Daniel Sangouma‎؛ زادهٔ ۷ فوریه ۱۹۶۵) دونده سرعت اهل فرانسه بود.
وی در مسابقات کشوری و بین‌المللی در مجموع برندهٔ ۲ مدال طلا، ۲ مدال نقره، ۱ مدال برنز شده‌است.